# Pernicieuze anemie
De naam pernicieuze anemie of anaemia perniciosa staat voor verderfelijke of kwaadaardige bloedarmoede, veroorzaakt door een vitamine B12-opnameprobleem. Onbehandeld kan deze ziekte, zoals vroeger, fataal aflopen. Behandeling hiervoor is mogelijk door middel van het regelmatig toedienen van vitamine B12, per injectie of oraal.
De ziekte is voor het eerst beschreven door Thomas Addison en is bekend als de ziekte van Addison-Biermer, tegenwoordig wel de 'vergeten ziekte' genoemd omdat heden ten dage vooral nog gelet wordt op het bloedarmoededeel van de ziekte terwijl de, soms ernstige, neurologische verschijnselen over het hoofd worden gezien. Juist door de hedendaagse verbeterde voeding is meestal geen anemie meer aanwezig of pas in een veel later stadium. Bij neurologische klachten dient altijd aan B12-tekort te worden gedacht, ook als geen bloedarmoede aanwezig is.
Pernicieuze anemie kán een macrocytaire anemie in het bloedbeeld te zien geven. Dat wil zeggen dat de rode bloedcellen vergroot zijn. Er ontbreekt een bouwsteen voor hemoglobine, namelijk vitamine B12. De opname van vitamine B12 gebeurt in het laatste deel van de dunne darm. Hiervoor moet het eerst gekoppeld worden aan intrinsieke factor die door de maagwand wordt geproduceerd. Door een auto-immuunreactie tegen de pariëtale cellen van de maag is de productie van intrinsieke factor verstoord en kan vitamine B12 onvoldoende worden opgenomen in het lichaam.

## Symptomen
De symptomen hangen samen met het directe gevolg van de aandoening, te weten een verminderd vermogen van het bloed om zuurstof te vervoeren naar gebieden die dit nodig hebben. Er is sprake van een geleidelijke aantasting van het zenuwstelsel.
De klachten beginnen vaag, zijn divers en variabel waardoor de mogelijkheid bestaat op het niet onderkennen van de aandoening. Zeer geleidelijk neemt de ernst van de klachten toe. Bij aandoeningen of ziekten die gepaard gaan met grote vermoeidheid, uitputting, depressiviteit, geheugenproblemen, spier-, gewrichts- en zenuwklachten en ook psych(iatr)ische klachten is het aangewezen om de B12-spiegel te laten bepalen. Een B12-tekort kan bestaan zonder dat er sprake is van bloedarmoede.
Onderstaande klachten kunnen aanwezig zijn. De klachten hoeven niet allemaal aanwezig te zijn en ook niet gelijktijdig. Na inspanning kunnen de klachten verergeren.
- Pijnlijke tong
- Verminderde positiezin
- Neurologische problemen (zenuwproblemen)
- Psychische/psychiatrische klachten
- Concentratiegebrek, derealisatie
- Afasie
- Tintelingen, prikkelingen, verdoving
- Duizeligheid
- Moeheid, uitputting, somnolentie (slaperigheid)
- Benauwdheid, kortademigheid, hartkloppingen, versnelde hartslag
- Zwaar of stijf gevoel gewrichten
- Hyperesthesie
- Spierzwakte, -krampen, -trillingen, -pijn, krachtverlies
- Misselijkheid
- Diarree
- Gewichtsverlies
- Koud hebben
- Oogproblemen
- Menstruatieklachten
- Gebits- en tandvleesproblemen

Wanneer behandeling te laat of onvoldoende plaatsvindt, is er (een groot) risico op blijvende neurologische schade.

## Oorzaken
Een typische oorzaak van een stoornis in de opname vindt men bij de ziekte van Crohn, waarbij de dikke darm ontstoken is en vaak ook het laatste gedeelte van de dunne darm, het ileum, waar de vitamine B12 (cobalamine) wordt opgenomen.
Een andere oorzaak is een chronische maagontsteking waarbij er geen intrinsieke factor wordt gemaakt. Ook kan door een auto-immuunreactie de aanmaak van pariëtele cellen verstoord zijn waardoor geen intrinsieke factor wordt aangemaakt. Deze laatste aandoeningen worden pernicieuze anemie/M.Addison-Biermer genoemd.
Als er reeds sprake is van een auto-immuunaandoening bestaat er een verhoogd risico op andere (auto-immuun)aandoeningen, zoals bijvoorbeeld schildklierproblemen, vitiligo (pigmentstoornis) en/of Ziekte van Addison (primaire bijnierinsufficiëntie).
In sommige gevallen speelt genetische aanleg (bijv. voor auto-immuunziekten) een rol en treedt pernicieuze anemie vroeg of laat op bij meerdere leden van een familie.
Chronisch gebruik van (metformine of) een  maagzuurremmer kan resulteren in vitamine B12-tekort door verminderde opname. Bij ouderen kan een verminderde werking van de darm een oorzaak zijn.
Bij mensen met een vegetarisch of veganistisch dieet kan een vitamine B12-tekort ontstaan omdat B12 alleen in voeding van dierlijke oorsprong voorkomt.
Bij mensen die een maagverkleining ('buismaag', gastric bypass) hebben ondergaan, kan de opname van B12 in de dunne darm (terminale ileum) ook verminderd zijn. Een verkleinde maag kan minder intrinsieke factor produceren waardoor de opname van B12 ook verminderd zal zijn.

## Behandeling
De behandeling bestaat vaak uit de suppletie van vitamine B12 met intramusculaire injecties.
De frequentie van de injecties kan variëren van tweemaal per week (langdurig, dit is de aanvangsdosering ter aanvulling van het ontstane tekort totdat de klachten merkbaar afnemen), geleidelijk afnemend tot een keer per twee maanden onderhoudsdosering om de B12 op peil te houden. Veel patiënten kunnen uiteindelijk met een frequentie van één injectie per maand weer goed functioneren. De frequentie van de injecties dient echter steeds op geleide van de klachten te worden bepaald.
Onderzoek heeft aangetoond dat door het geven van tabletten met een hoge dosis vitamine B12 in tabletvorm even goede resultaten bereikt worden, mits de vitamine B12 nog door het lichaam wordt opgenomen en dus de oorzaak eerder ligt in een vitamine B12 arm dieet (vegetarisch/veganistisch). Wanneer het lichaam zelf de vitamine B12 niet meer opneemt, mag er absoluut niet gestart worden met tabletten, maar moet er direct gestart worden met i.m. (intramusculaire) injecties.
Het B12-tekort dient gedurende het gehele verdere leven aangevuld te worden. In de lever zit bij een gezond mens een hoeveelheid vitamine B12 opgeslagen voor 3 jaar. Bij een tekort door een opnameprobleem is deze reserve in de meeste gevallen al (verregaand) aangesproken.

## Zwangerschap en borstvoeding
Wanneer een vrouw met pernicieuze anemie zwanger is of borstvoeding geeft, is het belangrijk dat zij voldoende behandeld wordt met injecties. Een tekort aan cobalamine remt de ontwikkeling van het kind met het risico op blijvende ontwikkelingsachterstand.

## Signalering
Pernicieuze anemie komt meer voor naarmate men ouder wordt. 65 jaar blijkt statistisch een grensleeftijd. Bij ouderen neemt de darmwerking af. Ook komt bij hen meer diabetes mellitus voor. Het daarmee gepaard gaande medicijngebruik (bv. metformine) kan de opname van vitamine B12 verstoren.
Ook bij kinderen kan een B12-tekort voorkomen, vooral wanneer er een erfelijke (auto-immuun)component aanwezig is. Voor kinderen gelden hogere referentiewaarden.

## Bloedonderzoek
De volgende bloedonderzoeken kunnen bij een mogelijke cobalamineopnamestoornis aan de orde zijn:
- Cobalamine (B12)= aantonen van tekort aan cobalamine in het bloed
- Methylmalonzuur (MMA) = aantonen van tekort aan cobalamine in de weefsels
- Homocysteïne
- If-antistoffen = aantonen van (eventuele) antistoffen tegen de intrinsieke factor
- Foliumzuur (B11)= een tekort aan cobalamine kan gepaard gaan met een tekort aan foliumzuur omdat foliumzuur belangrijk is voor de werking van B12
- B6 = net als B11 belangrijk voor de opnamewerking van B12
- Hemoglobine
- Ferritine
- MCV

Wanneer er sprake is van bloedarmoede moet er rekening mee gehouden worden dat dit meerdere oorzaken kan hebben, te weten tekorten aan ijzer, B12, foliumzuur of een combinatie hiervan.